# 清川真衣
清川 真衣（きよかわ まい、1984年1月18日 - ）は、元南日本放送（MBC）アナウンサー。

## 人物
鹿児島県鹿児島市出身。聖心女子大学卒業後、2008年4月にMBC入社。同年5月21日のラジオ『MBC50ニュース』で初鳴きを果たした。在籍中、同社の女性アナウンサーでは最年少だった。愛称（ニックネーム）は「まいまい」。
- 父親は、地元スーパー・タイヨーの社長。
- 東京での女子大時代はモデル事務所に所属しJJ (雑誌) の読者モデルをしていた。また並行してイベント司会なども経験し、テレビ朝日アスクにも通っていた[2]。
- 趣味は料理、お菓子作り、乗馬、ゴルフ、歌舞伎鑑賞。
- 年少より高校卒業までクラシックバレエを経験。また小学校から高校卒業まで、父親の教育方針や学校行事などで桜島一周マラソンを毎年経験している。
- 2011年3月でMBCを退社。その後の動向は不明である。

## MBCでの担当番組
- MBCニュース
- Wake up！鹿児島（金曜日担当）